# Родионов, Юрий Сергеевич
Юрий Сергеевич Родионов (27 мая 1934, Ленинград — 11 ноября 2003, Санкт-Петербург) — актёр театра и кино. Народный артист РСФСР (1980).

## Биография
Окончил Ленинградский театральный институт в 1957 году.
В Ленинградском театре драмы им. А. С. Пушкина служил с 1957 по 1994 год.
С 1994 по 2003 год был актёром в Открытом общественном театре «Родом из блокады».

## Творчество

### Роли в театре

#### Ленинградский академический театр драмы имени А. С. Пушкина
- 1957 — «Оптимистическая трагедия» В. В. Вишневского — Первый ведущий
- 1958 — «Дальняя дорога» А. Н. Арбузова — Илья Солнышкин
- 1959 — «Всё остаётся людям» С. И. Алешина. Режиссёры Л. С. Вивьен и А. Н. Даусон — Вязьмин
- 1959 — «Смерть коммивояжёра» А. Миллера — Бернард
- 1961 — «Друзья и годы» Л. Г. Зорина — Лялин
- 1962 — «Маленькие трагедии» || Цикл А. С. Пушкина (поставлен без «Пира во время чумы»). Режиссёр Л. С. Вивьен — Герцог
- 1963 — «Семья Журбиных» В. А. Кочетова и С. С. Кара. Режиссёр Л. С. Вивьен — Алексей
- 1965 — «Чти отца своего» В. В. Лаврентьева — Максим Трофимович
- 1966 — «Обыкновенная история», инсценировка В. С. Розова по роману И. А. Гончарова— Александр Адуев
- 1968 — «Болдинская осень» Ю. М. Свирина — Пушкин
- 1969 — «Справедливость — моё ремесло» Л. Жуховицкого — Неспанов
- 1971 — «Легенда о Тиле» по роману Ш. де Костера — Тиль
- 1972 — «Вишневый сад» А. П. Чехова — Лопахин
- 1973 — «Ночью без звёзд» А. П. Штейна — Егорьев, капитан 1-го ранга
- 1976 — «Дети солнца» М. Горького — Павел Протасов
- 1976 — «Приглашение к жизни» по роману Л. М. Леонова «Русский лес» — Александр Грацианский, студент
- 1987 — «Мораль пани Дульской» Г. Запольской — пан Дульский

## Фильмография
- 1955 — Михайло Ломоносов — Николай Поповский
- 1955 — Неоконченная повесть — Юра, (нет в титрах)
- 1957 — Улица полна неожиданностей — гость на дне рождения, (нет в титрах)
- 1958 — Отцы и дети — Пётр
- 1958 — Пучина — Сухов, (в титрах не указан)
- 1961 — Явление Венеры (короткометражный)
- 1963 — Пока жив человек — Игорь Андреевич, инженер
- 1964 — Джура — Ивашко
- 1964 — Дети Ванюшина — Алексей
- 1964 — Почему улыбались звёзды?
- 1964 — Человек из Стратфорда
- 1964 — Два брата — Юрий Радин
- 1965 — Друзья и годы
- 1965 — Портрет — главная роль
- 1965 — Смерть коммивояжера — Бернард, сын Чарли
- 1966 — Маленькие трагедии (фильм-спектакль) — герцог
- 1967 — Машина Килиманджаро — эпизод
- 1967 — Несерьёзный человек — Павлов
- 1967 — Софья Перовская — прокурор Добржинский
- 1968 — Удар! Ещё удар! — однокурсник Сергея Таманцева
- 1968 — Интервенция — Селестен
- 1968 — Месяц в деревне — Беляев
- 1968 — Братья Карамазовы — защитник
- 1969 — Каждому своё — танкист
- 1969 — Князь Игорь — хорват (нет в титрах)
- 1970 — Эгмонд — Эгмонд
- 1971 — Жизнь и смерть дворянина Чертопханова — молодой охотник
- 1971 — Маленькие трагедии — герцог
- 1971 — Семья Журбиных — Алексей
- 1972 — Чти отца своего — Максим
- 1973 — Ринг — майор милиции Круглов
- 1974 — Болдинская осень — Александр Сергеевич Пушкин
- 1975 — Капитан Немо — профессор Пьер Аронакс
- 1975 — Звезда пленительного счастья — Сергей Иванович Муравьёв-Апостол
- 1977 — Первые радости — Анатолий Михайлович Ознобишин
- 1977 — Побег из тюрьмы — «Блюм», Иосиф Блюменфельд наборщик «Искры», политзаключенный
- 1980 — Огненная голова (Финляндия)
- 1980 — Соло (короткометражный) — Сергей
- 1980 — Рафферти — журналист
- 1981 — Приглашение к жизни — студент Грацианский
- 1981 — Товарищ Иннокентий — эпизод
- 1982 — Мать Мария — эпизод
- 1984 — Меньший среди братьев  — Митрофан Гаврилович Вовакин профессор
- 1984 — Снег в июле — Романов
- 1991 — Крест милосердия — эпизод
- 1991 — Цензуру к памяти не допускаю — Исаак Абрамович
- 1993 — Конь Белый — священник
- 1994 — Полигон-1 — эпизод

## Озвучивание
- 1961 — Человек-амфибия — роль В. Б. Коренева — Ихтиандр

## Звания
- Заслуженный артист РСФСР (18.02.1969)
- Народный артист РСФСР (30.07.1980)